# اورشان‌آباد (خداآفرین)
اورشان‌آباد یکی از روستاهای استان آذربایجان شرقی است که در دهستان منجوان شرقی بخش منجوان شهرستان خداآفرین واقع شده‌است. این روستا ۴۶ نفر جمعیت دارد.